# Alastair Chalmers
Pour les articles homonymes, voir Chalmers.
Alastair Chalmers (né le 31 mars 2000) est un athlète de Guernesey, spécialiste du 400 mètres haies. Il est le frère cadet de Cameron Chalmers, lui aussi athlète.

## Biographie
Dans sa jeunesse, Alastair Chalmers participe pour la première fois aux championnats d'Europe d'athlétisme jeunesse 2016 à Tbilissi, où il est éliminé en demi*-final avec un temps de 54,79 s sur 400 m haies. L'année suivante, il remporte l'épreuve lors des Jeux de la jeunesse du Commonwealth à Nassau en 51,22 secondes.
En 2018, il participe avec l'équipe de Guernesey aux Jeux du Commonwealth sur la Gold Coast australienne, où il est éliminé au premier tour avec 51,10 secondes. En juillet, aux championnats du monde U20 à Tampere , il termine sixième des haies en 50,27s et remporte la médaille de bronze du relais britannique 4x400m en 3:05.64. En 2019, il est disqualifié en demi-finale des championnats d'Europe U20 à Borås.
En 2021, il se classe sixième des championnats d'Europe espoirs  à Tallinn en 49,84 s et également sixième de la compétition de relais après 3:09,28 min.
En 2020 et 2021, Chalmers a été champion britannique du 400 m haies. Il améliore son record personnel à 48,88 secondes à Oordegem, en Belgique, en mai 2022, le plaçant 12e de tous les temps en Grande-Bretagne pour les 400 m haies seniors. En juillet 2022, il atteint la demi-finale des championnats du monde d'athlétisme à Eugene, Oregon, USA puis il enchaine avec une médaille de bronze aux Jeux du Commonwealth à Birmingham, la toute première médaille d'athlétisme pour Guernesey dans l'histoire des Jeux du Commonwealth.

## Palmarès
| Date | Compétition           | Lieu       | Résultat    | Épreuve     | Temps   |
| ---- | --------------------- | ---------- | ----------- | ----------- | ------- |
| 2022 | Championnats du monde | Eugene     | demi-finale | 400 m haies | 50 s 54 |
| 2022 | Jeux du Commonwealth  | Birmingham | 3e          | 400 m haies | 49 s 97 |

## Records
| Épreuve     | Temps   | Lieu       | Date         |
| ----------- | ------- | ---------- | ------------ |
| 400 m haies | 48 s 54 | Manchester | 30 juin 2024 |